# Horst Gabriel (Jagdschriftsteller)
Horst Gabriel (* 22. September 1925; † 21. Januar 2011) war ein deutscher Förster und Jagdschriftsteller.

## Leben
Horst Gabriel war Forstbeamter (Forstamtmann) und bis zu seiner Pensionierung 1990 Revierleiter im nordhessischen Forstamt Spangenberg.
Neben fünf monografischen Werken verfasste er 1959 Beiträge für die Jadzeitzeitschrift Wild und Hund und von 1996 bis 2007 zahlreiche Beiträge in der Zeitschrift Jäger. Er selbst bezeichnete sich als „deutschen Patrioten“.
Er starb im Alter von 85 Jahren und hinterließ Ehefrau, Kinder, Enkel und Urenkel. Die Trauerfeier wurde in der Friedhofskapelle Spangenberg abgehalten. Ein Gedenkstein befindet sich auf dem Friedhof Ihringshausen in der Gemeinde Fuldatal.
Gabriel war seit seiner Jugend  Mitglied in der Hegegemeinschaft der Rotwildjäger im Riedforst bei Melsungen. Die Horst-Gabriel-Hütte (940 m) in Spangenberg trägt seinen Namen.

## Publikationen (Auswahl)
- Sauen, Hirsche, Hundsgeläut. Neumann-Neudamm, Morschen-Heina 1993. ISBN 978-3-78880-660-6 [3. Aufl. 2007]
- Solang's noch was zu jagen gibt. Neumann-Neudamm, Melsungen 1997. ISBN 978-3-78880-706-1
- Spurlaut auf dem Rückwechsel. Persönliche Erlebnisse und Empfindungen eines streitbaren Waidmanns im 20. Jahrhundert. Neumann-Neudamm, Melsungen 1999. ISBN 978-3-78880-739-9
- Auf der Fährte des alten Bassen. Neumann-Neudamm, Melsungen 2002. ISBN 978-3-788-80787-0
- Halali. Jagd vorbei. Neumann-Neudamm, Melsungen 2012. ISBN 978-3-788-80991-1